# Paul Rudd
Paul Stephen Rudd (n. 6 aprilie 1969, Passaic⁠(d), New Jersey, SUA) este un actor și scenarist american. A jucat în nenumărate filme artistice și seriale de televiziune. Începând cu anul 2003 este soțul lui Julie Yaeger.

## Viața
Stephen Rudd a studiat la liceul Shawnee Mission Vest, apoi și-a continuat studiile la Universitatea din Kansas, unde a fost membru al fraternității Sigma Nu.
Numele original al părinților săi a fost „Rudnitzky”. Fiind evrei, numele a fost schimbat de bunicul lui Stehhen Paul în „Rudd”, acesta fiind și motivul pentru care au emigrat din Anglia. Tatăl său a fost vicepreședinte al World Airways, după care a devenit ghid istoric; mama sa a fost manager la stația de telviziune KSMO-TV.

## Cariera
Stephen Paul Rudd a obținut performanțe în carieră în anul 1995, prin rolul pe care l-a avut în filmul Clueless. Ultima comedie apărută al cărei scenarist este și în care și joacă, I love you man (2009), a înregistrat de asemenea succes prin cele cinci nominalizări.

## Familia
În anul 2003, actorul în vârstă de 34 de ani la acea vreme, s-a căsătorit cu Julie Yaeger. Doi ani mai târziu, aceștia au devenit părinții unui băiețel pe care l-au numit Jack. Împreună locuiesc în Manhattan, New York, însă Rudd călătorește des în Kansas, acolo unde a făcut liceul și unde se află echipa sa favorită de fotbal american.

## Filmografie

### Filme
| An   | Titlu                                     | Rol                  | Regizor                       | Note                          |
| ---- | ----------------------------------------- | -------------------- | ----------------------------- | ----------------------------- |
| 1993 | The Moment of Truth                       | Scott                |                               |                               |
| 1994 | Runaway Daughters                         | Jimmy                | Joe Dante                     |                               |
| 1995 | Clueless                                  | Josh                 | Amy Heckerling                |                               |
| 1995 | Halloween: The Curse of Michael Myers     | Tommy Doyle          | Joe Chappelle                 | Credited as Paul Stephen Rudd |
| 1996 | Romeo + Juliet                            | Dave Paris           | Baz Luhrmann                  |                               |
| 1996 | The Size of Watermelons                   | Alex                 |                               |                               |
| 1997 | The Locusts                               | Earl                 | John Patrick Kelley           |                               |
| 1998 | Overnight Delivery                        | Wyatt Trips          | Jason Bloom                   |                               |
| 1998 | The Object of My Affection                | George Hanson        | Nicholas Hytner               |                               |
| 1999 | 200 Cigarettes                            | Kevin                | Risa Bramon Garica            |                               |
| 1999 | The Cider House Rules                     | Wally Worthington    | Lasse Hallström               |                               |
| 2000 | Gen-Y Cops                                | Ian Curtis           | Benny Chan                    |                               |
| 2001 | Wet Hot American Summer                   | Andy                 | David Wain                    |                               |
| 2001 | Reaching Normal                           | Kenneth              |                               |                               |
| 2001 | The Château                               | Graham Granville     |                               |                               |
| 2003 | The Shape of Things                       | Adam Sorenson        | Neil LaBute                   |                               |
| 2003 | Two Days                                  | Paul Miller          | Sean McGinly                  |                               |
| 2003 | House Hunting                             | Daniel               |                               |                               |
| 2004 | Anchorman: The Legend of Ron Burgundy     | Brian Fantana        | Adam McKay                    |                               |
| 2004 | P.S.                                      | Sammy Silverstein    | Dylan Kidd                    |                               |
| 2004 | Wake Up, Ron Burgundy: The Lost Movie     | Brian Fantana        | Adam McKay                    | Straight-to-DVD               |
| 2005 | The Baxter                                | Dan Abbott           | Michael Showalter             |                               |
| 2005 | The 40-Year-Old Virgin                    | David                | Judd Apatow                   |                               |
| 2005 | Tennis, Anyone...?                        | Lance Rockwood       |                               |                               |
| 2006 | The Oh in Ohio                            | Jack Chase           | Billy Kent                    |                               |
| 2006 | Diggers                                   | Hunt                 | Katherine Dieckmann           |                               |
| 2006 | Night at the Museum                       | Don                  | Shawn Levy                    |                               |
| 2007 | Reno 911!: Miami                          | Ethan                | Robert Ben Garant             |                               |
| 2007 | I Could Never Be Your Woman               | Adam Pearl           | Amy Heckerling                |                               |
| 2007 | The Ex                                    | Leon                 | Jesse Peretz                  |                               |
| 2007 | Knocked Up                                | Pete                 | Judd Apatow                   |                               |
| 2007 | The Ten                                   | Jeff Reigert         | David Wain                    | Also producer                 |
| 2007 | Walk Hard: The Dewey Cox Story            | John Lennon          | Jake Kasdan                   | Uncredited                    |
| 2008 | Over Her Dead Body                        | Dr. Henry Mills      | Jeff Lowell                   |                               |
| 2008 | Forgetting Sarah Marshall                 | Chuck                | Nicholas Stoller              |                               |
| 2008 | Role Models                               | Danny Donahue        | David Wain                    | Also writer                   |
| 2009 | I Love You, Man                           | Peter Klaven         | John Hamburg                  |                               |
| 2009 | Monsters vs. Aliens                       | Derek (voice)        | Conrad Vernon & Rob Letterman |                               |
| 2009 | Year One                                  | Abel                 | Harold Ramis                  | Uncredited                    |
| 2010 | Cină pentru fraieri (Dinner for Schmucks) | Tim Conrad           | Jay Roach                     |                               |
| 2010 | How Do You Know                           | George Madison       | James L. Brooks               |                               |
| 2011 | Our Idiot Brother                         | Ned                  | Jesse Peretz                  |                               |
| 2012 | Wanderlust                                | George               | David Wain                    | Also producer                 |
| 2012 | The Perks of Being a Wallflower           | Bill Anderson        | Stephen Chbosky               |                               |
| 2012 | This Is 40                                | Pete                 | Judd Apatow                   |                               |
| 2013 | Admission                                 | John                 | Paul Weitz                    |                               |
| 2013 | Prince Avalanche                          | Alvin                | David Gordon Green            |                               |
| 2013 | This Is the End                           | Himself              | Seth Rogen & Evan Goldberg    | Cameo                         |
| 2013 | All Is Bright                             | Rene                 | Phil Morrison                 |                               |
| 2013 | Anchorman 2: The Legend Continues         | Brian Fantana        | Adam McKay                    |                               |
| 2014 | They Came Together                        | Joel                 | David Wain                    |                               |
| 2015 | The Little Prince                         | Mr. Prince (voice)   | Mark Osborne                  |                               |
| 2015 | Ant-Man                                   | Scott Lang / Ant-Man | Peyton Reed                   | Also writer                   |
| 2016 | The Fundamentals of Caring                | Ben                  | Rob Burnett                   |                               |
| 2016 | Sausage Party                             | Darren (voice)       | Greg Tiernan & Conrad Vernon  |                               |
| 2016 | Captain America: Civil War                | Scott Lang / Ant-Man | Anthony & Joe Russo           |                               |
| 2016 | Nerdland                                  | John (voice)         | Chris Prynoski                |                               |
| 2017 | Ideal Home                                |                      | Andrew Fleming                | Post-production               |
| 2017 | Mute                                      |                      | Duncan Jones                  | Filming                       |

### Televiziune
| An         | Titlu                                                  | Rol                                          | Note                                                      |
| ---------- | ------------------------------------------------------ | -------------------------------------------- | --------------------------------------------------------- |
| 1992–1995  | Sisters                                                | Kirby Quimby Philby                          | 20 episodes                                               |
| 1994       | Wild Oats                                              | Brian Grant                                  | 6 episodes                                                |
| 1996       | Clueless                                               | Sonny                                        | Episode: "I Got You Babe"                                 |
| 2000       | Deadline                                               | Zander Price                                 | Episode: "Lovers and Madmen"                              |
| 2000       | Strangers with Candy                                   | Brent Brooks                                 | Episode: "The Last Temptation of Blank"                   |
| 2000       | The Great Gatsby                                       | Nick Carraway                                | Television film                                           |
| 2002–2004  | Friends                                                | Mike Hannigan                                | 18 episodes                                               |
| 2005       | Stella                                                 | Greg                                         | Episode: "Office Party"                                   |
| 2006       | Cheap Seats                                            | Dave Penders                                 | Episode: "1996 Spelling Bee: Part 2"                      |
| 2006       | Robot Chicken                                          | Jasper the Douchebag Ghost / Ang Lee (voice) | Episode: "Book of Corrine"                                |
| 2006–2007  | Reno 911!                                              | Guy Gerricault                               | 5 episodes                                                |
| 2007       | The Naked Trucker and T-Bones Show                     | Antagonistic Passenger                       | Episode: "Gold Watch"                                     |
| 2007       | Veronica Mars                                          | Desmond Fellows                              | Episode: "Debasement Tapes"                               |
| 2007       | Hard Knocks: Training Camp with the Kansas City Chiefs | Himself                                      | Narrator                                                  |
| 2008       | Little Britain USA                                     | French president                             | Episode: "1.3"                                            |
| 2008–2013  | Saturday Night Live                                    | Himself (host)                               | 3 episodes                                                |
| 2009       | Delocated                                              | Himself                                      | Episode: "Pilot"                                          |
| 2009–2010  | Party Down                                             | —                                            | Co-creator, writer, executive producer                    |
| 2012       | Tim and Eric Awesome Show, Great Job!                  | Himself / Celery Man / Oyster / Tayne        | Episode: "Man Milk"                                       |
| 2011, 2014 | The Simpsons                                           | Dr. Zander / Himself (voice)                 | 2 episodes                                                |
| 2012, 2015 | Parks and Recreation                                   | Bobby Newport                                | 5 episodes                                                |
| 2012       | Comedy Bang! Bang!                                     | Himself                                      | Episode: "Paul Rudd Wears A Red Lumberjack Flannel Shirt" |
| 2012       | Louie                                                  | Himself                                      | Episode: "Late Show: Part 3"                              |
| 2013       | Burning Love                                           | Nate                                         | 3 episodes                                                |
| 2015       | The Jack and Triumph Show                              | Himself                                      | Episode: "Coffee"                                         |
| 2015       | Moone Boy                                              | George Gershwin                              | Episode: "Gershwin's Bucket List"                         |
| 2015       | Wet Hot American Summer: First Day of Camp             | Andy                                         | 8 episodes                                                |
| 2015       | Neon Joe, Werewolf Hunter                              | Himself                                      | Episode: "Made Ya Look"                                   |
| 2016       | Bob's Burgers                                          | Jericho (voice)                              | Episode: "The Horse Rider-er"                             |
| 2016       | Travel Man                                             | Himself                                      | Episode: "Helsinki"                                       |
| 2017       | Wet Hot American Summer: Ten Years Later               | Andy                                         |                                                           |